# Coupe des Villes féminine de handball 1993-1994
Navigation
Coupe des Villes 1994-1995
La coupe des Villes féminine de handball 1993-1994 est la 1re édition de la compétition (renommée Coupe Challenge en 2000 puis Coupe européenne en 2020), quatrième coupe (C4) dans la hiérarchie européenne.

## Formule
L’épreuve débute par un tour préliminaire où douze équipes se disputent la qualification pour rejoindre en huitièmes de finale les dix équipes directement qualifiées. 
Tous les tours se déroulent en matches aller-retour, y compris la finale.

## Équipes participantes
| Équipe                   | Équipe              | Équipe               |
| ------------------------ | ------------------- | -------------------- |
| Fémina Visé              | IK Skovbakken       | Alcala Pegaso Madrid |
| UMF Stjarnan             | Handball Salerno    | Lituamikus Vilnius   |
| RK "Mlaz" Bogdanci       | Zagłębie Lubin      | Club Sports Madeira  |
| ŽRK Mlinotest Ajdovščina | ZMC Amicitia Zürich | Türk Hava Yollari SK |

| Équipe                  | Équipe                  |
| ----------------------- | ----------------------- |
| ÖLSZ Südstadt           | RK Zamet Rijeka         |
| ASU Lyon Vaulx-en-Velin | Buxtehuder SV           |
| Szegedi ESK             | Bækkelagets Oslo        |
| Hidrotehnica Constanța  | Tramp Saint-Pétersbourg |
| SC Danubius Bratislava  | SC Galytchanka Lviv     |

## Résultats

### Tour préliminaire
| Date Aller        | Club                     | Aller   | Total   | Retour  | Club                 | Date Retour       |
| ----------------- | ------------------------ | ------- | ------- | ------- | -------------------- | ----------------- |
| 25 septembre 1993 | IK Skovbakken            | 33 - 24 | 67 - 45 | 34 - 21 | Lituamikus Vilnius   | 26 septembre 1993 |
| 25 septembre 1993 | Handball Salerno         | 28 - 21 | 62 - 41 | 28 - 24 | RK "Mlaz" Bogdanci   | 27 septembre 1993 |
| 25 septembre 1993 | ŽRK Mlinotest Ajdovščina | 25 - 20 | 41 - 48 | 16 - 28 | Club Sports Madeira  | 2 octobre 1993    |
| 25 septembre 1993 | Fémina Visé              | 21 - 14 | 35 - 34 | 14 - 20 | Türk Hava Yollari SK | 3 octobre 1993    |
| 26 septembre 1993 | Zagłębie Lubin           | 24 - 9  | 47 - 27 | 23 - 18 | ZMC Amicitia Zürich  | 3 octobre 1993    |
| 2 octobre 1993    | Alcala Pegaso Madrid     | 28 - 21 | 50 - 38 | 22 - 17 | UMF Stjarnan         | 3 octobre 1993    |

### Huitièmes de finale
| Date Aller      | Club                    | Aller   | Total   | Retour  | Club                   | Date Retour     |
| --------------- | ----------------------- | ------- | ------- | ------- | ---------------------- | --------------- |
| 30 octobre 1993 | RK Zamet Rijeka         | 28 - 20 | 46 - 36 | 18 - 11 | Fémina Visé            | 31 octobre 1993 |
| 30 octobre 1993 | Szegedi ESK             | 21 - 15 | 40 - 36 | 19 - 21 | SC Danubius Bratislava | 6 novembre 1993 |
| 30 octobre 1993 | Buxtehuder SV           | 22 - 9  | 44 - 34 | 22 - 25 | Club Sports Madeira    | 6 novembre 1993 |
| 30 octobre 1993 | Tramp Saint-Pétersbourg | 39 - 15 | 69 - 39 | 30 - 24 | Handball Salerno       | 6 novembre 1993 |
| 31 octobre 1993 | Bækkelagets Oslo        | 15 - 12 | 32 - 32 | 17 - 20 | Zagłębie Lubin         | 7 novembre 1993 |
| 31 octobre 1993 | ASU Lyon Vaulx en Velin | 23 - 18 | 39 - 38 | 16 - 20 | SC Galytchanka Lviv    | 7 novembre 1993 |
| 31 octobre 1993 | Hidrotehnica Constanța  | 19 - 16 | 35 - 32 | 16 - 16 | Alcala Pegaso Madrid   | 7 novembre 1993 |
| 31 octobre 1993 | ÖLSZ Südstadt           | 17 - 35 | 33 - 61 | 16 - 26 | IK Skovbakken          | 7 novembre 1993 |

### Quarts de finale
| Date Aller   | Club                   | Aller   | Total   | Retour  | Club                    | Date Retour  |
| ------------ | ---------------------- | ------- | ------- | ------- | ----------------------- | ------------ |
| 23 mars 1994 | Bækkelagets Oslo       | 22 - 16 | 45 - 35 | 23 - 19 | IK Skovbakken           | 30 mars 1994 |
| 22 mars 1994 | RK Zamet Rijeka        | 24 - 20 | 42 - 42 | 18 - 22 | Szegedi ESK             | 29 mars 1994 |
| 22 mars 1994 | Hidrotehnica Constanța | 21 - 18 | 45 - 39 | 24 - 21 | Tramp Saint-Pétersbourg | 29 mars 1994 |
| 22 mars 1994 | Buxtehuder SV          | 21 - 13 | 50 - 35 | 29 - 22 | ASU Lyon Vaulx en Velin | 30 mars 1994 |

### Demi-finales
| Date Aller    | Club             | Aller   | Total   | Retour  | Club                   | Date Retour   |
| ------------- | ---------------- | ------- | ------- | ------- | ---------------------- | ------------- |
| 9 avril 1994  | Szegedi ESK      | 17 - 24 | 34 - 56 | 17 - 32 | Buxtehuder SV          | 16 avril 1994 |
| 10 avril 1994 | Bækkelagets Oslo | 30 - 16 | 43 - 34 | 13 - 18 | Hidrotehnica Constanța | 17 avril 1994 |

### Finale
| Date Aller | Club          | Aller   | Total   | Retour  | Club             | Date Retour |
| ---------- | ------------- | ------- | ------- | ------- | ---------------- | ----------- |
| 7 mai 1994 | Buxtehuder SV | 22 - 21 | 45 - 43 | 23 - 22 | Bækkelagets Oslo | 15 mai 1994 |

## Les championnes d'Europe
| Championne d'Europe Coupe Challenge 1994 Buxtehuder SV 1er titre |